# Falta amor
Falta Amor es el título del segundo álbum de estudio de la banda mexicana de rock Maná, Fue lanzado al mercado en 1990, bajo el sello discográfico Warner Music. Incluye el conocido sencillo Rayando El Sol.
Tras el poco éxito de su primera producción musical, Maná grabó su segundo disco que sería la plataforma para tener éxito en el mercado mexicano, y más tarde en el mercado sudamericano. Fue producido por los integrantes y su entonces mánager, Guillermo Gil. El disco no tuvo un éxito inmediato, pero se convirtió en un éxito a partir de 1991 gracias al sencillo Rayando el Sol.
Falta Amor es también el último álbum en que participa Ulises Calleros como guitarrista, quien desde ese momento tomaría las riendas de la representación de la banda.
El éxito de este trabajo llegó en un momento clave para la banda, ya que el ánimo de sus componentes había decaído tras la poca acogida de sus anteriores publicaciones e incluso su vocalista, Fher Olvera, había comenzado a plantearse el abandono del grupo musical.

## Listado de canciones
| N.º   | Título                            | Escritor(es)                | Duración |  |
| 1.    | «Gitana»                          | Fher Olvera · Álex González | 4:17     |  |
| 2.    | «Refrigerador»                    | Fher Olvera                 | 3:58     |  |
| 3.    | «Rayando el sol»                  | Fher Olvera · Álex González | 4:14     |  |
| 4.    | «Buscándola»                      | Fher Olvera                 | 4:09     |  |
| 5.    | «Soledad»                         | Fher Olvera                 | 4:38     |  |
| 6.    | «Falta amor» (con Alejandro Lora) | Fher Olvera                 | 4:15     |  |
| 7.    | «Estoy agotado»                   | Fher Olvera · Álex González | 3:54     |  |
| 8.    | «Perdido en un barco»             | Fher Olvera · Álex González | 4:15     |  |
| 9.    | «La puerta azul»                  | Fher Olvera · Álex González | 3:14     |  |
| 10.   | «Maeo»                            | Fher Olvera · Álex González | 3:58     |  |
| 11.   | «No me mires así»                 | Fher Olvera                 | 4:44     |  |
| 45:29 |                                   |                             |          |  |

## Posiciones en la lista
| (1990)                          | Máxima posición |
| ------------------------------- | --------------- |
| U.S. Billboard Top Latin Albums | 27              |
| U.S. Billboard Latin Pop Albums | 13              |

## Integrantes
- Fher Olvera - Voz principal, Guitarra acústica, Armónica , Piano
- Álex González - Batería, Percusión, Voz principal en "Buscándola", Coros
- Juan Calleros - Bajo eléctrico
- Ulises Calleros - Guitarra eléctrica, Coros, Zampoña, Jarana, Guitarra acústica
- Iván González -  Teclados, Órgano Hammond

## Músicos invitados
- Alex Lora - Voz principal en "Falta Amor".
- Paco Rentería - Guitarra acústica en "Gitana".
- Ramón Flores - Trompetas en "Estoy Agotado" y "Perdido en un Barco".
- Juan Carlos Toribio - Teclados
- Beto Domínguez - Percusiones
- Sheila Rios - Coros

## Curiosidades
En el municipio de Nezahualcóyotl en el Estado de México, en la colonia Benito Juárez se encuentra una calle llamada "Rayando el sol", justo a una cuadra de la avenida Adolfo López Mateos. Esta colonia Benito Juárez también tiene más calles con nombres de canciones mexicanas, como "Las Golondrinas", "La Cucaracha", etc